# Dörentrup

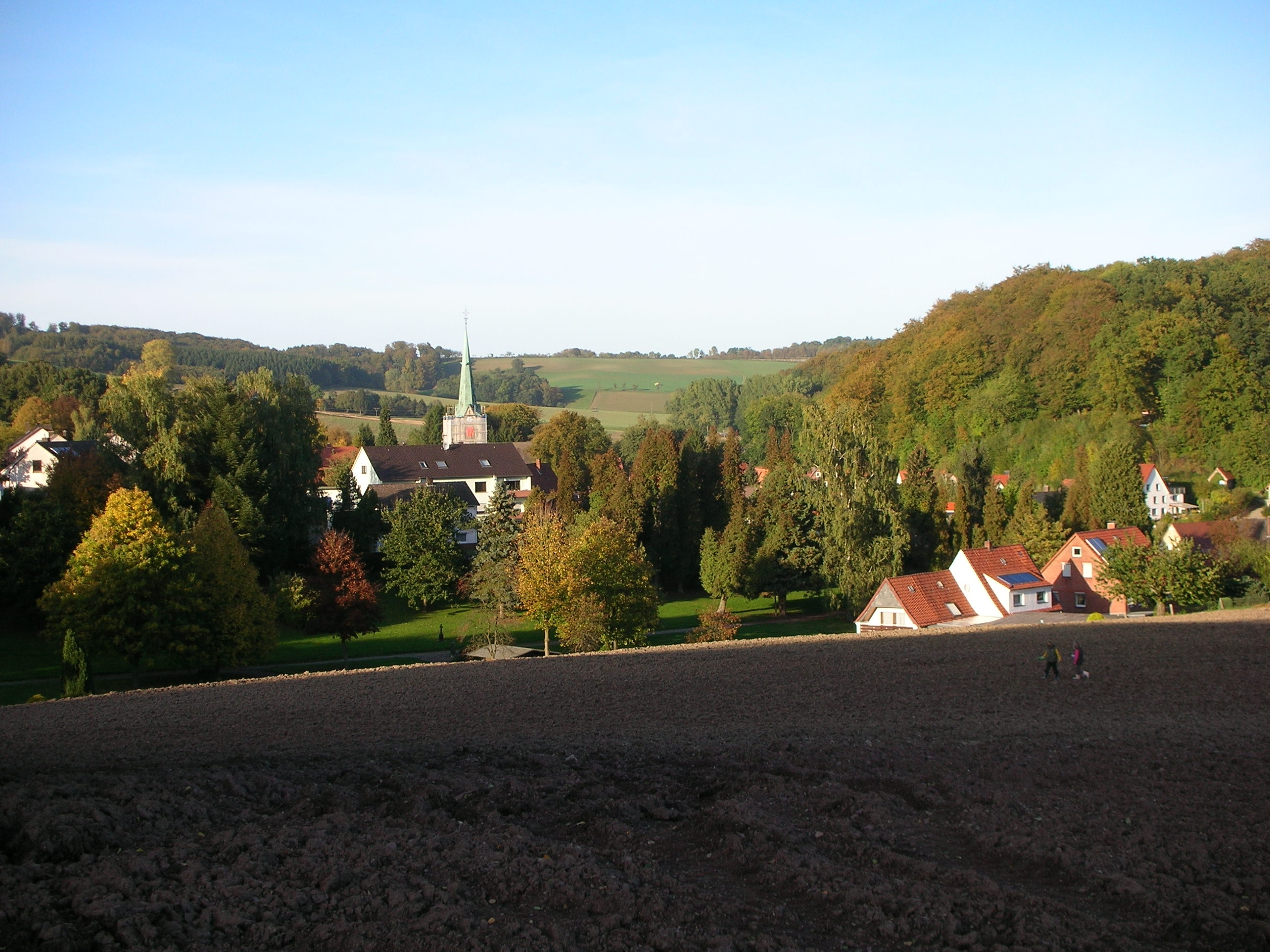
Centrala delen av köping Hillentrup

Dörentrup är en kommun och ort i förbundslandet Nordrhein-Westfalen i Tyskland. Centralorten Dörentrup med sina fem tätorter, som har cirka 8 000 invånare, är den minsta kommunen i distriktet och det tidigare furstendömet Lippe.
Dörentrup ligger i norra delen av Lipper Bergland, ungefär 7 km öster om gamla Hansastaden Lemgo, 35 km väster om den så kallade "råttfångarstaden Hameln" och 20 km nordöst om landsdel- och distrikthuvudstaden Detmold i ett idylliskt och skogtäckt bergsområde med stora bok- och ekskogar.

## Historia
Åsarna i övre Begadalen innehåller många gravhögar från  bronsåldern. Då utnyttjade man även bergets sluttningar och avsatser för ett intensiv jordbruk, vilket visar att detta bergsområde var tättbebyggt och tättbefolkat.
Omkring 1 f.Kr. levde här i trakterna omkring floden Weser cheruskerna, som var ett germanskt folkslag, med sin berömde hövding Arminius. Under ledning av Arminius Cheruskerna i allians med andra germanska stammar överfölls och tillintetgjordes tre romerska legioner under Publius Quinctilius Varus. Denna förkrossande germanska seger år 9 e.Kr. var det berömda slaget vid Teutoburgerskogen.
I slutet av 400-talet var saxarna  den dominerande folkgruppen i området. I Begadalen fanns byar av saxiskt ursprung vars namn hade ändelsen –trup såsom Hillentrup, Schwelentrup, Wülfentrup, Dörentrup etcetera, och trup betydde under medeltiden gård eller det svenska "torp" (jämför tyskans Dorf, engelskans thorp och holländskans dorp som dock i dag översätts med by).
Saxarna besegrades slutligen 804 av frankernas kejsare Karl den store efter att flera gånger ha gjort uppror under den legendariske hertigen Widukind.
Sedan högmedeltiden är landet Lippes historia i stor utsträckning förknippad med dess härskarhus med samma namn. En stamfader för den westfaliska ätten, som är en av de äldsta i Europa, var Bernhard II. Han grundlade Lemgo och Lippstadt 1190. Det väl utvecklade jordbruket i form av treskiftesbruk möjliggjorde att städerna kunde anläggas i Begadalen.

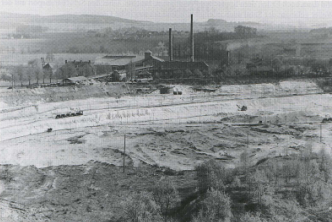
Kvartssandgruvan i Dörentrup före 1950

Dalens första och enda slott byggdes 1613 i Wendlinghausen. Nu följande trettioåriga kriget var största katastrofen i dalens historia. Lemgo blev erövrat två gånger av svenska armén under fältmarskalkarna Torstenson och Banér och måste betala tillsammans 1,6 miljoner riksdaler i kontribution. Befolkningsförlusten var enorm i landet, ungefär 50%.
Järnvägssträckan, så kallade "Begatalbahn", från Lage övre Lemgo till Hameln invigdes år 1896. Året efter var stationerna i Dörentrup, Farmbeck och Wülfentrup färdiga. Gruvindustrien började samtidigt med järnvägens införande i Begadalen: "Dörentruper Sand- und Tonwerke" och "Lippische Thonwarenfabrik". I Dörentrup hade man stora resurser av råvaror kvartssand och lera. Kvarts används som råvara till porslin, glas och ädelstål, samt är en av de viktigaste ingredienserna i keramikglasyrer och viktig för Tysklands krigsindustrie i båda världskrigen.

## Övrigt

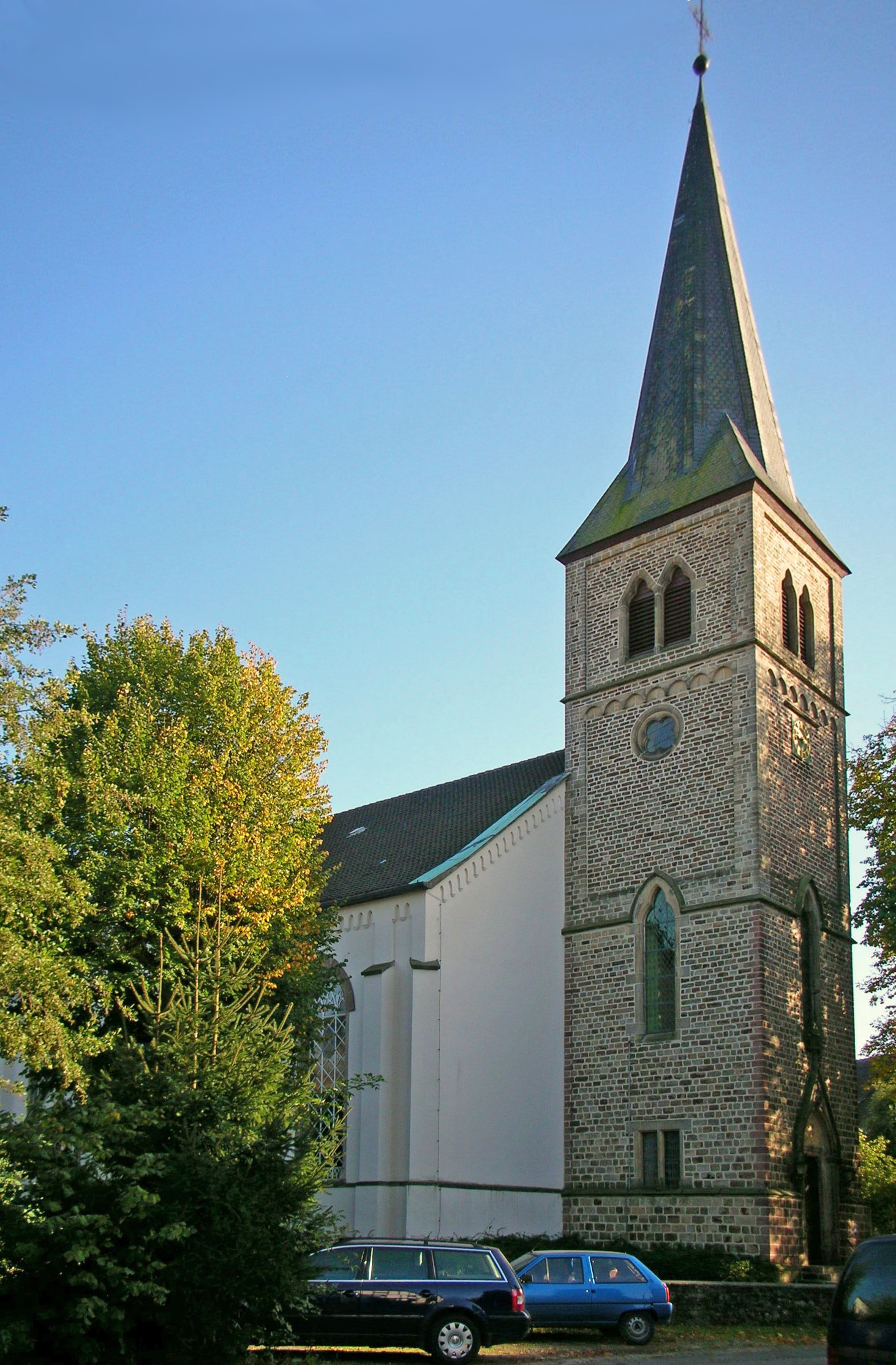
Begas kirka

Karta av Dörentrups tätorter

### Tätorter

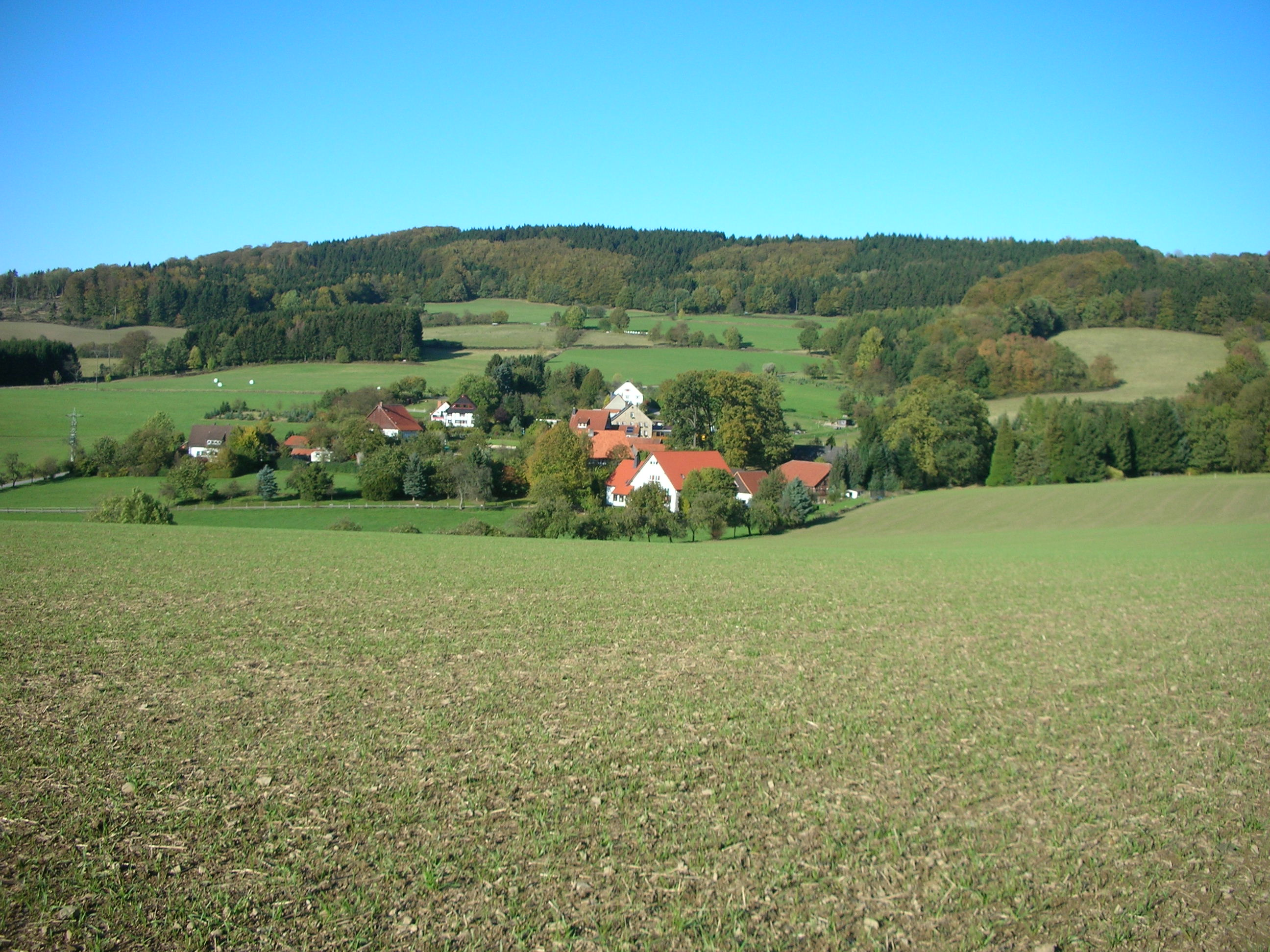
Byn Alt-Schwelentrup ligger i norra delen av Lipper Berglandet

Det gammammaltyska namnet Dörentrup betyder törntorp.  Dörentrups vapen är en femspetsig törnkvist och symboliserar dess fem orter. Självförvaltande tätorter i nya kommunen före kommunreformen år 1969 i Nordrhein-Westfalen var:
- Bega med småorter Sibbentrup och Wülfentrup
- Wendlinghausen med småorter Betzen, Blomenstein och Stumpenhagen
- Hillentrup med småorter Dörentrup, Homeien, Neuenkamp och Spork
- Schwelentrup med småorter Alt-Schwelentrup, Farmbeck, Ölentrup och Göttentrup
- Humfeld med småorter Fermke och Marksberg

 Dörentrups vänort är den baiersk kommunen Bayerisch Eisenstein som ligger i Bayerischer Wald och ligger  2 km från den tjeckiska kommunen Żeleznźa Ruda ("Markt Eisenstein").

### Sevärdheter
- Världens första teststräcka för gatubelysning av SMS
- Friluftsliv såsom vandring på vildmarksleden i den med bok och ek täckta bergsområdet, också med vy över hela Weserberglandet.
- De gamla orterna och gårdarna i kommunen har korsvirkesbebyggelse från 1600 - talet till 1800 - talet i westfalisk trähustradition.
- I kurorterna Schwelentrup och Hillentrup finns bland annat landskapspark, badanläggning, idrotthall och idrottsplats.
- I dagens "Musikborgen" Burg Sternberg, den saxiska vallborgen Alt-Sternberg och på berget Piepenkopf vallanläggningen från La Tènetiden.
- Weserrenässansslottet Wendlinghausen med konstparken i engelsk stil.

### Kända personer
- Reinhard Libuda

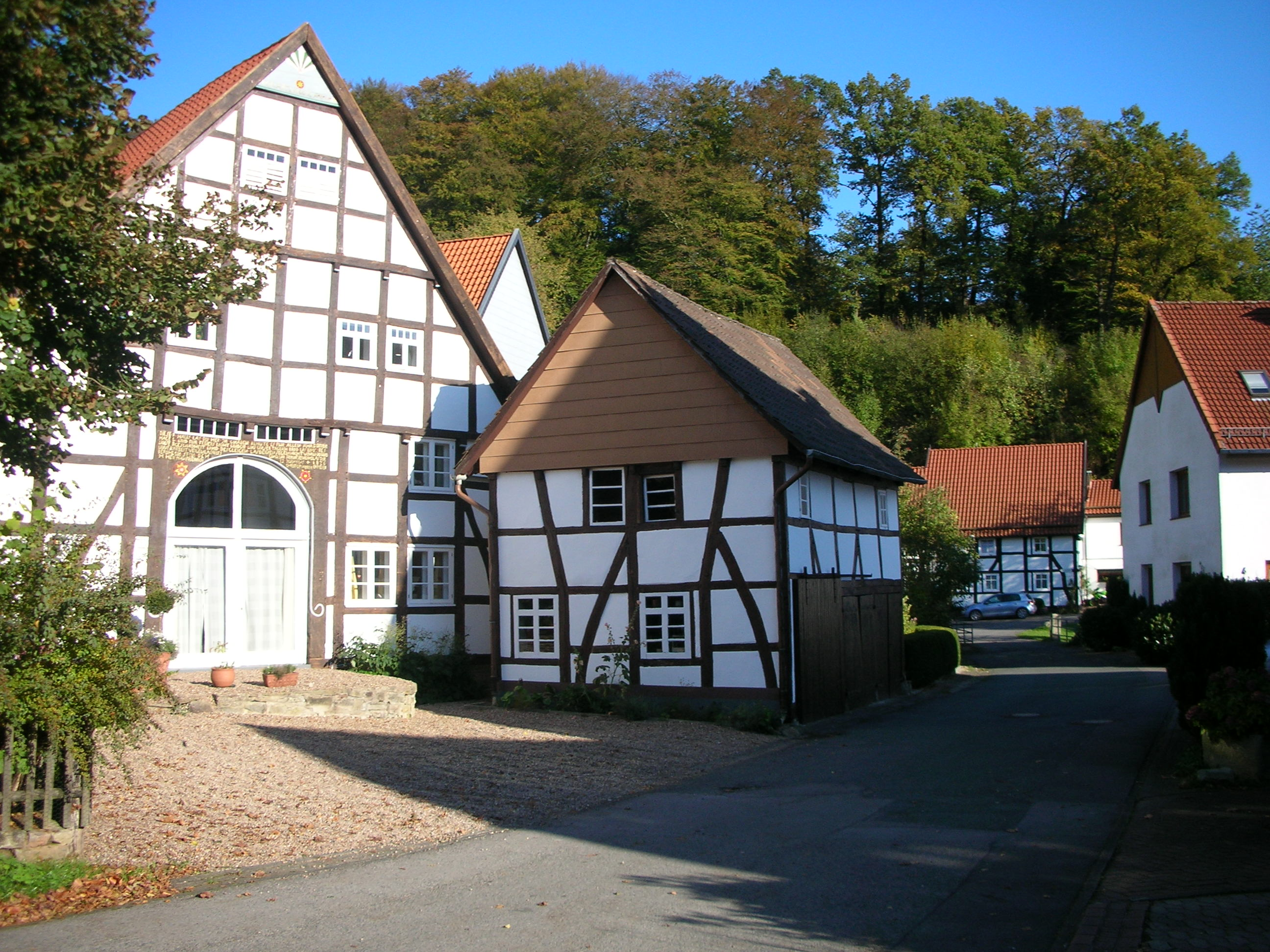
Fackverkgatan i Hillentrup

- Friedrich Christoph von Hammerstein